# Дзюбчук, Елена Владимировна
Еле́на Владимировна Дзюбчу́к (укр. Олёна Володимирівна Дзюбчук, 19 мая 1985, Симферополь, Крымская область, Украинская ССР, СССР) — украинская художественная гимнастка. Участница летних Олимпийских игр 2004 года, двукратная чемпионка мира 2001 и 2002 годов.

## Биография
Елена Дзюбчук родилась 19 мая 1985 года в городе Симферополь.
Занималась художественной гимнастикой в СДЮШОР «Динамо» в Симферополе. Тренировалась под началом Любови Серебрянской, позже — у Оксаны Ризатдиновой. В дальнейшем совершенствовалась в школе художественной гимнастики Дерюгиных в Киеве.
Выступала в соревнованиях за «Грацию» из Симферополя и Киев.
В 2001 году в составе сборной Украины завоевала золотую медаль чемпионата мира в Мадриде в командном многоборье.
В 2002 году в составе сборной Украины завоевала золотую медаль чемпионата мира в Новом Орлеане в групповых упражнениях с пятью лентами.
В 2004 году вошла в состав сборной Украины на летних Олимпийских играх в Афинах. В групповом многоборье сборная Украины, за которую также выступали Мария Билая, Юлия Чернова, Елизавета Карабаш, Инга Кожокина и Оксана Паслась, заняла 9-е место в квалификации и не попала в финал. Украинки набрали 42,150 балла и уступили пробившимся в финал с 8-го места гимнасткам Испании 2,450 балла.